# بوبي دويل
بوبي دويل (بالإنجليزية: Bobby Doyle) هو مغني وكاتب أغاني وموسيقي أمريكي، ولد في 14 أغسطس 1939 في هيوستن في الولايات المتحدة، وتوفي في 30 يوليو 2006 في أوستن في الولايات المتحدة.

## وصلات خارجية
- بوبي دويل على موقع IMDb (الإنجليزية)
- بوبي دويل على موقع ميوزك برينز (الإنجليزية)
- بوبي دويل على موقع ديسكوغز (الإنجليزية)